# Real Aversa 1925
Maillots
L’Associazione Sportiva Real Aversa 1925 est le club de football de la ville d'Aversa, dans la province de Caserte en Campanie.

## Historique
Le club voit le jour en 1925. A l'issue de la saison 2022-2023 de quatrième division, le club est relégué en Eccellenza (cinquième division).